# فرانیو کرای
فرانیو کرای (انگلیسی: Fraňo Kráľ؛ ۹ مارس ۱۹۰۳ – ۳ ژانویهٔ ۱۹۵۵) شاعر ، رمان نویس و سیاستمدار اهل اسلواکی بود که نماینده پیشرو ادبیات واقع گرایانه سوسیالیستی در چکسلواکی بود. 